# 1-2-3/Se rimani con me
1-2-3/Se rimani con me è il primo singolo del gruppo musicale italiano dei Dik Dik,  pubblicato nel  1966 dalla Dischi Ricordi.

## Descrizione
La copertina raffigura i Dik Dik con Pietruccio Montalbetti che tira un pugno alla scritta del titolo.
Nella classifica dei dischi più venduti dell'anno raggiunse la posizione numero 37
1-2-3 è la cover di un brano dallo stesso titolo portato al successo da Len Barry (con questa canzone era arrivato al primo posto nel Regno Unito e al secondo negli Stati Uniti); il testo in italiano è di Daniele Pace.
Se rimani con me è la prima canzone scritta da Lucio Battisti e pubblicata su disco (nel giugno 1965 nell'album antologico Canzoni sulla spiaggia).
L'autore del testo è Roby Matano, ma non essendo ancora iscritto alla SIAE il brano venne firmato da Battisti anche per il testo.
Ne esistono due versioni inedite cantate dall'autore, una con il testo in inglese intitolata Oh lonely ed una con il testo di Matano.

## Tracce
Lato  A
1. 1-2-3 – 2:21 (testo: Daniele Pace - David White – musica: Leonard Borisoff - John Madara)

Lato B
1. Se rimani con me – 2:38 (Lucio Battisti)

## Formazione
- Giancarlo Sbriziolo - voce, basso
- Erminio Salvaderi - voce, chitarra
- Pietruccio Montalbetti - voce, chitarra
- Sergio Panno - batteria
- Mario Totaro - tastiere